# Muş (prowincja)
Prowincja Muş (tur. Muş ili) – jednostka administracyjna w Turcji, położona we wschodniej Anatolii. W średniowieczu  wchodziła w skład ormiańskiej prowincji Taron.

## Dystrykty

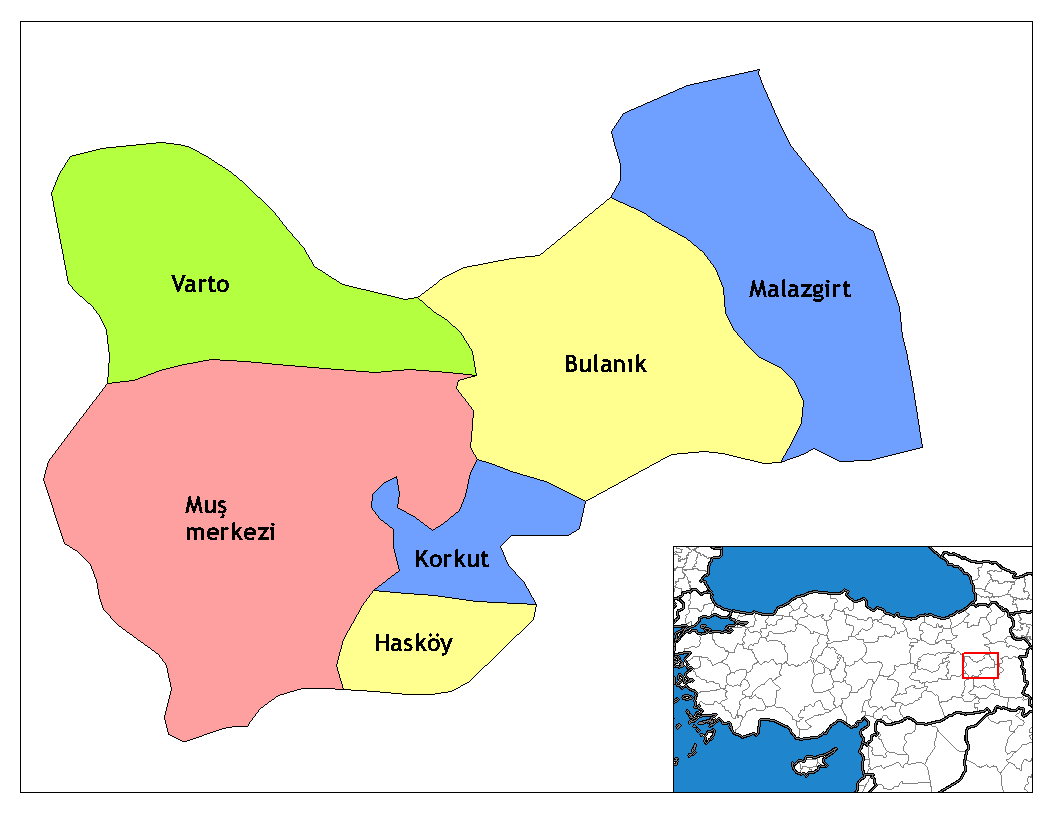
Dystrykty w prowincji Muş

Prowincja Muş dzieli się na sześć dystryktów:
- Bulanık
- Hasköy
- Korkut
- Malazgirt
- Muş
- Varto